# Ambassade de Belgique en Allemagne (Bonn)

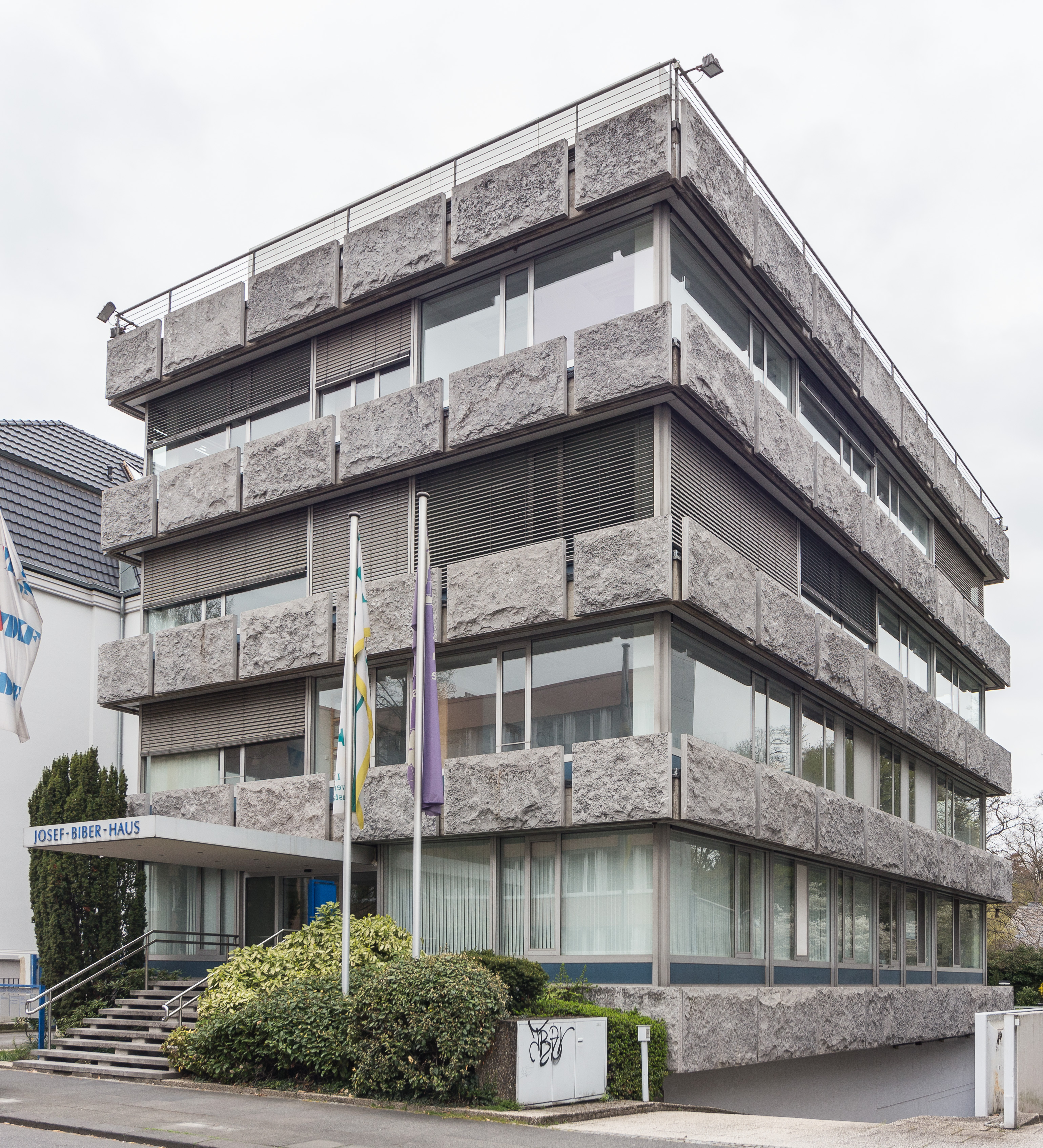
L'ancien immeuble de bureaux de l'ambassade de Belgique (2013)

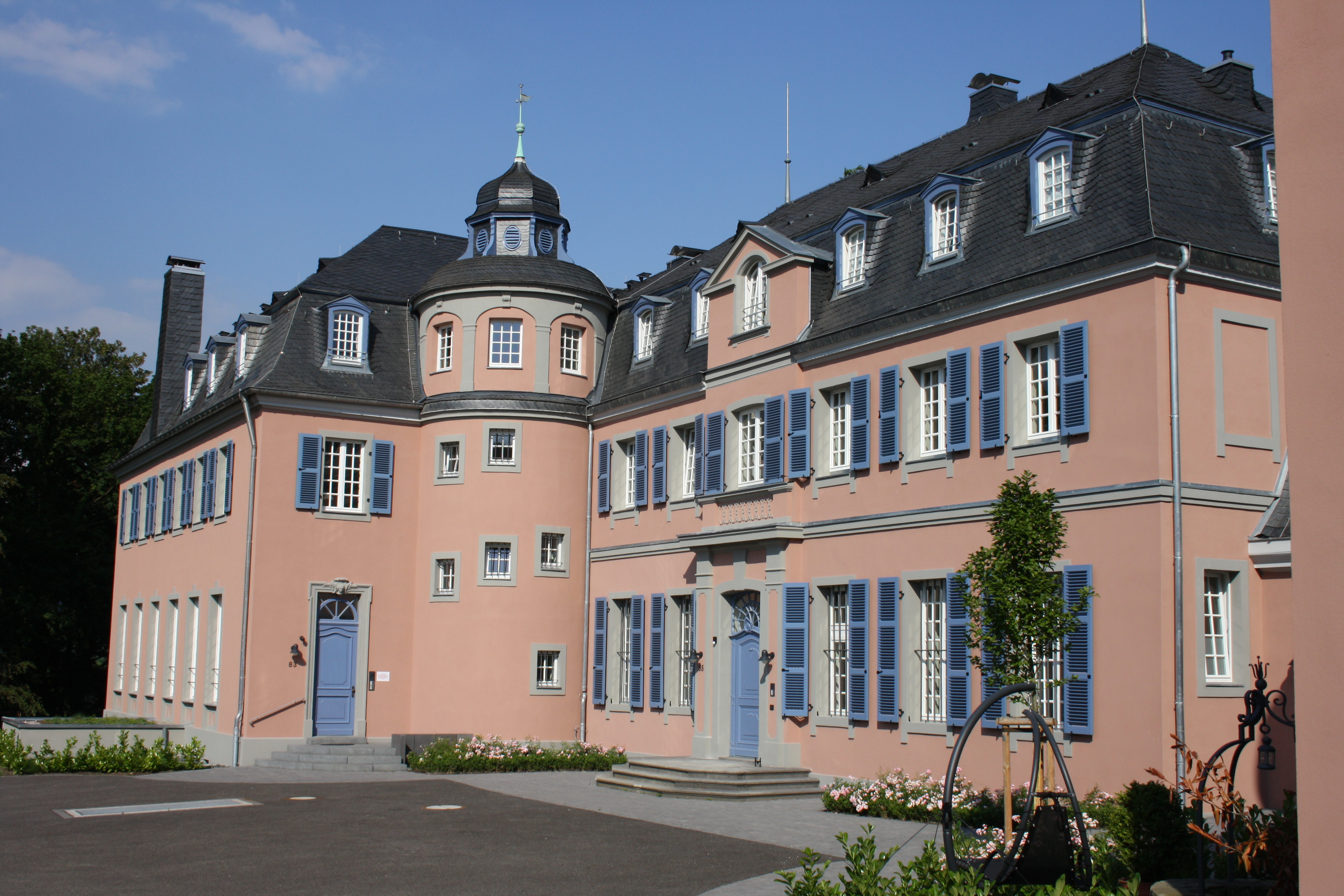
La commanderie de Muffendorf, résidence de l'ambassadeur de 1953 à 1999

L’ambassade du Royaume de Belgique en République fédérale d’Allemagne avait son siège à Bonn dans le quartier parlementaire et gouvernemental de 1951 à 1999. L'ancienne chancellerie de l'ambassade, construite en 1971-1972, se situe dans le quartier de Gronau, dans la Kaiser-Friedrich-Straße (bâtiment numéro 7), rue adjacente de l'Adenauerallee, en face de l'Office fédéral de lutte contre les cartels (anciennement l'Administration de la présidence fédérale).

## Histoire
La Belgique est l'un des onze États accrédités auprès de la Haute commission alliée depuis le 15 décembre 1949 pour une mission diplomatique en Allemagne. Le poste de chef de la mission belge est initialement exercé par un envoyé. Sa résidence se trouve d'abord dans la maison Kaiser-Friedrich-Straße 22, au nord du nouveau district parlementaire et gouvernemental. La chancellerie de la mission est provisoirement située dans la Görresstraße 42 puis dans la villa Friedrich- Wilhelm-Straße 14 louée à cet effet. Avec l'établissement de relations diplomatiques entre les deux pays en mai 1951, la Belgique ouvre le bureau de son ambassade en République fédérale d'Allemagne. En tant que résidence de l'ambassade, habitation de l'ambassadeur, la commanderie de Muffendorf est achetée en 1952 à Bad Godesberg et est déménagée en 1954. La chancellerie de l'ambassade est transférée dans l'ancienne résidence Kaiser-Friedrich-Straße 22 le 30 juin 1954.
Alors que le gouvernement belge s'adapte à une présence plus longue au siège du gouvernement à Bonn, elle a projeté vers 1970 dans la même rue un nouveau bâtiment de la chancellerie de l’ambassade. L’Office fédéral de la propriété avait acquis la "Villa Pflüger" (Kaiser-Friedrich-Straße 7), construite en 1899, conçue par le bureau d’architecture Karl von GroßheimKayser & von Großheim et utilisée en dernier lieu comme immeuble de bureaux, et vendue à la Belgique. La vente est annulée pour une demande de construction faite le 25 juin 1971 pour construire à leur place le nouveau bâtiment de l'ambassade. Le projet est commandé par les architectes belges André et Jean Polak qui collaborent avec le bureau de Cologne Peter Neufert/Mittmann pour ce projet. L’ambassade de Belgique peut emménager dans l'immeuble de bureaux en 1972 au plus tard. Le service de l'information et de la culture, le service consulaire et le service commercial de l'ambassade s'installent au consulat général de Belgique à la "Maison belge" à Cologne (Cäcilienstraße 46).
Dans le cadre du déménagement du siège du gouvernement, l'ambassade de Belgique s'installe à Berlin en 1999. À Bonn (Rheinweg 31, district de Gronau), au moins jusqu'en 2006, est présente une antenne de l'ambassade auprès du département de l'agriculture et dirigée par un conseiller. L'ancienne ambassade est depuis 2000, sous le nom de "Josef-Biber-Haus", le siège de l'Association des spécialistes allemands de la réfrigération et de la climatisation et d’autres groupes et sociétés d’intérêt, notamment le Conseil international pour les initiatives écologiques locales.

## Source, notes et références
- (de) Cet article est partiellement ou en totalité issu de l’article de Wikipédia en allemand intitulé « Botschaft des Königreichs Belgien (Bonn) » (voir la liste des auteurs).